# Оливера Грбић
Оливера Грбић (Ваљево, 10. јул 1932 — Београд, 9. децембар 2020) је била српска сликарка средње генерације и ликовни педагог.

## Биографија
Рођена је 10. јула 1932. у Ваљеву. Дипломирала је на Факултету ликовних уметности Универзитета уметности у Београду 1953. и завршила је постдипломске студије 1955. године. Излагала је на више самосталних и на великом броју групних изложби у земљи и иностранству. Преминула је 9. децембра 2020. у Београду.